# 韋謝利羅茲多爾 (布拉特西克區)
47°48′54″N 31°37′57″E / 47.81500°N 31.63250°E
韋謝利羅茲多爾（烏克蘭語：Веселий Роздол），是烏克蘭南部的村莊，隸屬尼古拉耶夫州的沃茲涅先斯克區。該村面積0.52平方公里，海拔高度112米，2001年人口81，人口密度每平方公里155.8人。